# Natal (piłkarz)
Natal, właśc. Natal de Carvalho Baroni (ur. 24 listopada 1945 w Belo Horizonte) – brazylijski piłkarz, występujący podczas kariery na pozycji ofensywnego pomocnika.

## Kariera klubowa
Natal karierę piłkarską rozpoczął w klubie Cruzeiro EC w 1962 roku. W Cruzeiro grał czterokrotnie w latach: 1962–1971, 1972, 1973 i 1974–1976. Z Cruzeiro zdobył Taça Brasil w 1966 oraz czterokrotnie mistrzostwo stanu Minas Gerais – Campeonato Mineiro w 1965, 1966, 1967, 1968 i 1969. W Cruzeiro 8 sierpnia 1971 w wygranym 2-0 wyjazdowym meczu z Coritibą Natal zadebiutował w lidze brazylijskiej.
Pomiędzy kolejnymi okresami gry w Cruzeiro Natal występował w Corinthians Paulista, EC Bahia, Vitórii Salvador, Londrinie i Américe Belo Horizonte. W latach 1977–1978 i 1981–1982 był zawodnikiem Villi Nova AC. W latach 1979–1980 występował w Caldense Poços de Caldas. W Caldense 29 listopada 1979 w przegranym 0-1 meczu z Athletico Paranaense Natal po raz ostatni wystąpił w lidze. Ogółem w latach 1971–1979 w lidze brazylijskiej wystąpił w 89 meczach, w których strzelił 11 bramek.
Karierę piłkarską Natal zakończył w Valeriodoce Itabira w 1982 roku.

## Kariera reprezentacyjna
Natal w reprezentacji Brazylii zadebiutował 28 czerwca 1967 w zremisowanym 2-2 meczu z reprezentacją Urugwaju, którego stawką było Copa Rio Branco 1967. Ostatni raz w reprezentacji Natal wystąpił 13 listopada 1968 w wygranym 2-1 meczu z Kurytybą. Ogółem w reprezentacji wystąpił w 13 meczach, w których strzelił 3 bramki.
| Mecze i gole w reprezentacji | Mecze i gole w reprezentacji | Mecze i gole w reprezentacji | Mecze i gole w reprezentacji | Mecze i gole w reprezentacji | Mecze i gole w reprezentacji | Mecze i gole w reprezentacji |
| #                            | Data                         | Miasto                       | Przeciwnik                   | Gol                          | Wynik                        | Rozgrywki                    |
| ---------------------------- | ---------------------------- | ---------------------------- | ---------------------------- | ---------------------------- | ---------------------------- | ---------------------------- |
| 1.                           | 28.06.1967                   | Montevideo                   | Urugwaj                      |                              | 2:2                          | Copa Rio Branco 1967         |
| 2.                           | 02.07.1967                   | Montevideo                   | Urugwaj                      |                              | 1:1                          | Copa Rio Branco 1967         |
| 3.                           | 09.06.1968                   | São Paulo                    | Urugwaj                      |                              | 2:0                          | towarzyski                   |
| 4.                           | 20.06.1968                   | Warszawa                     | Polska                       | Gol                          | 6:3                          | towarzyski                   |
| 5.                           | 23.06.1968                   | Bratysława                   | Czechosłowacja               | Gol                          | 2:3                          | towarzyski                   |
| 6.                           | 25.06.1968                   | Belgrad                      | Jugosławia                   |                              | 2:0                          | towarzyski                   |
| 7.                           | 30.06.1968                   | Lourenço Marques             | Portugalia                   |                              | 2:0                          | towarzyski                   |
| 8.                           | 07.07.1968                   | Meksyk                       | Meksyk                       |                              | 2:0                          | towarzyski                   |
| 9.                           | 10.07.1968                   | Meksyk                       | Meksyk                       |                              | 1:2                          | towarzyski                   |
| 10.                          | 14.07.1968                   | Lima                         | Peru                         | Gol                          | 4:3                          | towarzyski                   |
| 11.                          | 11.08.1968                   | Belo Horizonte               | Argentyna                    |                              | 3:2                          | towarzyski                   |
| 12.                          | 31.10.1968                   | Rio de Janeiro               | Meksyk                       |                              | 1:2                          | towarzyski                   |
| 13.                          | 03.11.1968                   | Belo Horizonte               | Meksyk                       |                              | 2:1                          | towarzyski                   |
| N1.                          | 06.11.1968                   | Rio de Janeiro               | Drużyna Gwiazd FIFA          |                              | 2:1                          | towarzyski                   |
| N2.                          | 13.11.1968                   | Kurytyba                     | Kurytyba                     |                              | 2:1                          | towarzyski                   |